# Mùa bão Tây Bắc Thái Bình Dương 1971
Mùa bão Tây Bắc Thái Bình Dương 1971 không có giới hạn chính thức; nó diễn ra trong suốt năm 1971, nhưng hầu hết các xoáy thuận nhiệt đới có xu hướng hình thành trên Tây Bắc Thái Bình Dương trong khoảng giữa tháng 5 và tháng 11. Những thời điểm quy ước phân định khoảng thời gian tập trung hầu hết số lượng xoáy thuận nhiệt đới hình thành mỗi năm ở Tây Bắc Thái Bình Dương.
Phạm vi của bài viết này chỉ giới hạn ở Thái Bình Dương, khu vực nằm ở phía Bắc xích đạo và phía Tây đường đổi ngày quốc tế. Những cơn bão hình thành ở khu vực phía Đông đường đổi ngày quốc tế và phía Bắc xích đạo thuộc về Mùa bão Đông Bắc Thái Bình Dương 1971. Bão nhiệt đới hình thành ở toàn bộ khu vực Tây Bắc Thái Bình Dương sẽ được đặt tên bởi Trung tâm Cảnh báo Bão Liên hợp  JTWC . Áp thấp nhiệt đới ở khu vực này sẽ có thêm hậu tố "W" phía sau số thứ tự của chúng. Áp thấp nhiệt đới trở lên hình thành hoặc đi vào khu vực mà Philippines theo dõi cũng sẽ được đặt tên bởi Cục quản lý Thiên văn, Địa vật lý và Khí quyển Philippines  PAGASA . Đó là lý do khiến cho nhiều trường hợp, một cơn bão có hai tên gọi khác nhau.

## Các cơn bão
Có tất cả 38 xoáy thuận nhiệt đới hình thành trong năm trên Tây Bắc Thái Bình Dương, 35 trong số chúng trở thành những cơn bão nhiệt đới, 24 đạt cường độ bão cuồng phong, và 6 đạt cường độ siêu bão. Đây là một mùa bão hoạt động rất mạnh trong giai đoạn đầu, với 11 cơn bão nhiệt đới hình thành trước ngày 1 tháng 7 và đến trước ngày 1 tháng tám con số đó là 19. Theo JMA, trong tháng 4 đã có ba xoáy thuận nhiệt đới mạnh lên thành bão nhiệt đới và được đặt tên, và tháng 7 có 8 cơn bão nhiệt đới được đặt tên. Đó là những kỷ lục về số lượng bão trong tháng 4 và tháng 7. Đồng thời, trong tháng 5 cũng đã có tới 4 cơn bão nhiệt đới được đặt tên, con số nhiều nhất tương đương với mùa bão năm 1980.

### Bão Wanda (Diding) - bão số 1
Wanda bắt đầu quá trình hoạt động trên vùng biển phía Đông Philippines từ ngày 23 tháng 4. Cơn bão đã vượt Philippines và vào Biển Đông trong ngày 25 và trở thành cơn bão số 1 ở nước ta, trước khi chuyển hướng Tây Bắc, trở thành một cơn bão cuồng phong trong ngày 1 tháng 5 khi nó ở ngay sát đường bờ biển Việt Nam. Gió Tây chi phối khiến Wanda dần đi lên phía Bắc rồi Đông Bắc, suy yếu và tan vào ngày mùng 4 gần đảo Hải Nam.
Tại Philippines, đã có 54 người chết và 14 người mất tích do bão, đồng thời lũ lụt do nó tạo ra gây thiệt hại vào khoảng 700.000 USD (1971 USD). Khi Wanda đi sát dọc đường bờ biển Việt Nam, quân đội Hoa Kỳ đã di dời hầu hết số lượng máy bay ở những vùng phía Bắc về căn cứ và những cuộc đụng độ liên quan đến Chiến tranh Việt Nam đã tạm thời giảm bớt cho đến khi cơn bão đi qua. Wanda cũng đã khiến 23 người thiệt mạng ở tỉnh Quảng Ngãi.

### Bão Amy
Một người đã thiệt mạng tại rạn san hô vòng Truk do bị một cây dừa đổ vào người.

### Bão Dinah (Herming) - bão số 2
Tại Philippines, Dinah làm 13 người chết và khiến 14 người khác mất tích. Tổng thiệt hại là 4 triệu Peso.

### Bão Gilda (Mameng) - bão số 4
Tại Philippines, đã có một người thiệt mạng và thiệt hại là 8 triệu Peso.

### Bão Harriet (Neneng) - bão số 5
Harriet đã khiến một người ở Philippines thiệt mạng.
Đổ bộ vào vị trí gần khu phi quân sự giữa hai miền Nam Bắc Việt Nam khi là một cơn bão mạnh, bão số 5 đã khiến cho Chiến tranh Việt Nam bị gián đoạn đáng kể. Các hoạt động quân sự ở cả hai bên đã bị tạm dừng, tất cả các máy bay trực thăng của quân đội Mỹ được hạ cánh an toàn dưới mặt đất. Việc di chuyển cũng bị hạn chế nghiêm trọng. Dù cơn bão là mạnh, tuy nhiên thiệt hại nó gây ra là tương đối nhỏ, doanh trại Eagle báo cáo một vài mái nhà bị thổi bay bởi vận tốc gió khoảng 75 dặm/giờ (120 km/giờ). Tại Đà Nẵng, mưa với lượng từ 200–250 mm kết hợp với gió mạnh đã khiến toàn bộ khu vực mất điện.. Tổng cộng tại Việt Nam đã có bốn người chết và 14 người khác mất tích. Tỉnh Thừa Thiên Huế chịu thiệt hại nặng nhất, với khoảng 2.500 căn nhà bị hư hại hoặc phá hủy hoàn toàn.

### Bão Lucy (Rosing)(bão số 8)
Lucy là cơn bão mạnh nhất tấn công Philippines trong năm. Gió giật đã tác động đến những vùng phía Tây của Visayas và Luzon, bao gồm cả thủ đô Manila. Vận tốc gió lớn nhất ghi nhận được là 190 km/giờ tại Basco. Ở thành phố Baguio đã ghi nhận lượng mưa lên tới 379,5 mm trong vòng 24 giờ. Mưa lớn cũng dẫn tới lũ lụt nghiêm trọng cùng với đó là những trận lở đất ở khu vực Bắc miền Trung Philippines.

### Bão Nadine (Sisang)
Bão Nadine hình thành vào ngày 20 tháng 7, nó đã mạnh lên nhanh chóng và đạt đỉnh với vận tốc gió là 175 dặm/giờ (280 km/giờ) trong ngày 24. Sau đó Nadine suy yếu đi một chút khi nó tiếp tục di chuyển theo hướng Tây Bắc. Đến ngày 25, Nadine đổ bộ Đài Loan với cường độ đã suy giảm, vận tốc gió khi đó đạt 100 dặm/giờ (160 km/giờ). Sang ngày hôm sau Nadine tan trên đất liền Trung Quốc. Cơn bão đã khiến 28 người chết, 25 người mất tích và gây thiệt hại nghiêm trọng ở Đài Loan.

### Bão Rose (Uring)(bão số 9)
Một vùng xoáy thấp nhỏ gần Chuuk đã phát triển thành bão nhiệt đới Rose trong ngày 10 tháng 8, một cơn bão cực nhỏ với diện tích gió chỉ bao phủ một vùng có đường kính 280 km. Rose sau đó mạnh lên nhanh chóng, đến cuối ngày nó đã trở thành một cơn bão cuồng phong. Tuy nhiên sang ngày 11 nó đã suy yếu lại thành bão nhiệt đới, dù vậy sau đó khi Rose di chuyển về phía Tây nó đã tăng cường trở lại thành một cơn bão cuồng phong. Rose đổ bộ Luzon trong ngày 13 với sức gió 130 dặm/giờ (210 km/giờ), sau đó nó suy yếu khi ở trên đất liền và tiến vào Biển Đông. Tại đây, Rose mạnh lên một cách nhanh chóng, đến ngày 16 nó đã đạt vận tốc gió là 140 dặm/giờ (220 km/giờ). Đến khi tiếp cận vùng bờ biển Hong Kong, dòng thổi vào của cơn bão bị gián đoạn, nhưng nó vẫn giữ được sức gió 100 dặm/giờ (160 km/giờ) cho đến lúc đổ bộ vào ngày 16. Rose biến mất vào ngày hôm sau. Tại Hong Kong, cơn bão đã làm 130 người thiệt mạng và khiến 5.600 người mất nhà cửa. Đồng thời nó còn làm lật một chiếc phà của Macao, khiến 88 người trên phà thiệt mạng.

### Bão Trix
Một vùng thấp trên tầng cao đã góp phần tạo ra bão nhiệt đới Trix trong ngày 20 tháng 8. Sau khi trôi dạt về phía Bắc, cơn bão chuyển hướng về phía Tây do sự hình thành của áp cao cận nhiệt. Trix mạnh dần lên và trở thành một cơn bão cuồng phong trong ngày 21. Đến ngày 28 Trix đạt đỉnh với vận tốc gió đạt 115 dặm/giờ (185 km/giờ). Sau đó cơn bão vòng lại, và vào ngày 29, nó đổ bộ lên vùng Tây Nam Nhật Bản khi vận tốc gió đã giảm còn 95 dặm/giờ (150 km/giờ). Trix dần tăng tốc về hướng Đông Bắc và đến ngày 30 nó đã trở thành một xoáy thuận ngoại nhiệt đới. Trix khiến 44 người chết và gây thiệt hại nghiêm trọng cho cây trồng, ước tính khoảng 50,6 triệu USD.

### Bão Faye-Gloria (Krising-Dadang)
Vào ngày 4 tháng 10, một vùng nhiễu động nhiệt đới ở phía Đông quần đảo Mariana đã phát triển thành bão nhiệt đới Faye. Một thời gian sau khi đạt đỉnh với vận tốc gió 75 dặm/giờ (120 km/giờ) trong ngày mùng 5, Faye trở nên rất bất tổ chức và đến ngày mùng 7 nó đã suy yếu thành một áp thấp nhiệt đới. Tại thời điểm đó, đã xuất hiện vài hoàn lưu khác nhau, do đó có thể Faye đã bị hấp thụ bởi một vùng nhiễu động ở phía Bắc. Dù vậy, cơn bão dần tổ chức lại khi nó tiếp cận Philippines. Vào ngày mùng 10 Faye vượt qua Philippines với cường độ bão nhiệt đới yếu và sang ngày hôm sau nó đã mạnh lên thành một cơn bão cuồng phong trên Biển Đông. Dòng dẫn dần trở nên yếu, và dòng thổi hướng Tây Bắc chi phối khiến Faye di chuyển theo hướng Đông Nam quay trở lại Philippines. Trong ngày 12 Faye di chuyển qua quốc đảo này và nó đã tan vào ngày hôm sau. Cơn bão đã khiến 13 người thiệt mạng và 80 người mất tích.

### Bão Hester (Goying)(bão số 12)
Vào ngày 18 tháng 10 một áp thấp nhiệt đới hình thành ở khu vực gần Palau, sau đó nó di chuyển về phía Tây hướng đến Philippines và mạnh dần lên. Sau khi vượt qua Mindanao và Visayas với cấp độ bão nhiệt đới trong khoảng giữa ngày 20 và 21, Hester đã mạnh lên thành một cơn bão cuồng phong trước khi tấn công Palawan. Sau đó, Hester tiếp tục tăng cường trên Biển Đông và đạt cường độ tối đa với vận tốc gió 105 dặm/giờ (165 km/giờ). Vào ngày 23, cơn bão đổ bộ lên khu vực gần Huế thuộc Việt Nam Cộng hòa. Hester đã suy yếu nhanh chóng khi ở trên đất liền và tan trong ngày 24 trên địa phận Lào. Tại Philippines, Hester đã làm 6 người chết và gây thiệt hại 5 triệu Peso.
Việt Nam Cộng hòa là khu vực chịu ảnh hưởng lớn nhất của cơn bão, khi mà vận tốc gió vượt quá 100 dặm/giờ (155 km/giờ) đã gây thiệt hại trên diện rộng cho các căn cứ Lục quân Mỹ. Vùng căn cứ chịu thiệt hại nặng nhất là Chu Lai với 3 lính Mỹ thiệt mạng. Ít nhất 75% kết cấu các công trình của căn cứ này chịu sự tác động từ cơn bão và 123 máy bay đã bị hư hại hoặc phá hủy. Thông tin từ báo chí cho thấy đã có 100 người Việt Nam thiệt mạng bởi Hester, bao gồm cả 33 trường hợp thiệt mạng do một chiếc máy bay bị rơi gần Quy Nhơn. Trong bối cảnh cơn bão, chính phủ Việt Nam Cộng hòa đã hỗ trợ cho những khu vực chịu thiệt hại nặng nhất bằng các quỹ cứu trợ cùng với các nguồn cung cấp nhu yếu phẩm khác nhau.

### Bão Irma (Ining)
Irma, cơn bão mạnh nhất của mùa bão đạt đỉnh cường độ vào ngày 11 tháng 11 với vận tốc gió 180 dặm/giờ (290 km/giờ). Irma luôn duy trì ở ngoài đại dương, nó chỉ tác động đến một con tàu và gây thiệt hại nhỏ cho một số đảo trên Tây Bắc Thái Bình Dương. Ở thời điểm hoạt động, cơn bão đã giữ kỷ lục tăng cường độ nhanh nhất trong vòng 24 giờ, với áp suất giảm từ 980 mbar xuống còn 885 mbar.

### Các cơn bão khác
Ngoài các cơn bão ở trên, Cơ quan Khí tượng Trung Quốc (CMA) cũng đã theo dõi một số xoáy thuận nhiệt đới khác, trong đó bao gồm một cơn bão nhiệt đới và một cơn bão nhiệt đới dữ dội.
- 3 - 7 tháng 4, 55 km/giờ (35 dặm/giờ) 1008 mbar (hPa; 29.77 inHg)[16]
- 16 – 19 tháng 5, 55 km/giờ (35 dặm/giờ) 1005 mbar (hPa; 29.68 inHg)[17]
- 13 – 17 tháng 6, 55 km/giờ (35 dặm/giờ) 996 mbar (hPa; 29.42 inHg)[18]
- 20 – 21 tháng 7, 75 km/giờ (45 dặm/giờ) 990 mbar (hPa; 29.24 inHg).[19]
- 8 – 10 tháng 8, 45 km/giờ (30 dặm/giờ) 995 mbar (hPa; 29.39 inHg)[20]
- 28 tháng 8 – 1 tháng 9, 55 km/giờ (35 dặm/giờ) 1002 mbar (hPa; 29.59 inHg)[21]
- 12 – 15 tháng 9, 45 km/giờ (30 dặm/giờ) 1000 mbar (hPa; 29.53 inHg)[22]
- 13 – 17 tháng 5, 55 km/giờ (35 dặm/giờ) 996 mbar (hPa; 29.42 inHg)[23]
- 25 – 30 tháng 9, 55 km/giờ (35 dặm/giờ) 1001 mbar (hPa; 29.56 inHg)[24]
- 5 – 7 tháng 10, 95 km/giờ (60 dặm/giờ) 1002 mbar (hPa; 29.59 inHg)[25]
- 10 – 17 tháng 10,110 km/giờ (70 dặm/giờ) 988 mbar (hPa; 29.18 inHg)[26]
- 4 – 8 tháng 11, 55 km/giờ (35 dặm/giờ) 1002 mbar (hPa; 29.59 inHg)[27]
- 5 – 8 tháng 11, 45 km/giờ (30 dặm/giờ) 1006 mbar (hPa; 29.71 inHg)[28]
- 20 – 24 tháng 11, 55 km/giờ (35 dặm/giờ) 1006 mbar (hPa; 29.71 inHg)[29]
- 27 – 30 tháng 11, 55 km/giờ (35 dặm/giờ) 1002 mbar (hPa; 29.59 inHg)[30]
- 27 – 30 tháng 12, 45 km/giờ (30 dặm/giờ) 1005 mbar (hPa; 29.68 inHg)[31]

Thêm nữa, hai xoáy thuận dưới đây được liệt kê trong International Best Tracks Database (dữ liệu theo dõi quốc tế): gồm một áp thấp nhiệt đới và một cơn bão nhiệt đới.
- 11 – 12 tháng 6, 45 km/giờ (30 dặm/giờ)[32]
- 12 – 14 tháng 9, 65 km/giờ (40 dặm/giờ)[33]